# Заручник (фільм, 1983)
Заручник — радянський художній фільм 1983 року, знятий на кіностудії «Таджикфільм».

## Сюжет
Для запобігання епідемії чорної віспи уповноважений Баєв повинен доставити караван з вакциною у віддалений район Таджикистану. Басмачі не відразу наважуються напасти на караван, оскільки в заручниках у червоноармійців ватажок банди, точніше — його двійник Гадо…

## У ролях
- Констянтин Бутаєв — Гадо/Бек
- Бахрам Акрамов — Максуд Баєв
- Мухаммадалі Махмадов — Заїров
- Ісамат Ергашев — Далер
- Зафар Джавадов — Сафар
- Рустам Сагдуллаєв — Абдулло
- Зухра Зарабекова — Матлюба
- Джавлон Хамраєв — Акрам
- Юнус Юсупов — Курбаши
- Елгуджа Бурдулі — ватажок
- Усен Худайбергенов — Рустам
- Рустам Уразаєв — Ахмад
- Сахабіддін Саттаров — Тілла
- Валерій Фидаров — Махмуд
- Аслан Рахматуллаєв — кулеметник
- Олександр Андрєєв — епізод
- Володимир Барботько — епізод
- Євген Богородський — епізод
- В'ячеслав Бурлачко — епізод
- Олег Вершковський — епізод
- Саттар Дикамбаєв — епізод
- Мухтарбек Кантеміров — епізод
- Максуд Мансуров — епізод
- Махамадалі Мухамадієв — епізод
- Рустам Мухаммеджанов — епізод
- Хашим Рахімов — епізод
- Саврініса Сабзалієва — епізод
- Фархад Хайдаров — епізод

## Знімальна група
- Режисер: Юнус Юсупов
- Сценарій: Валентин Максименков, Леонід Махкамов
- Оператор: Рустам Мухамеджанов
- Композитор: Геннадій Александров
- Звукорежисер: Фармон Махмудов